# Жамбыл (Катон-Карагайский район)
Жамбыл (каз. Жамбыл) — село в Катон-Карагайском районе Восточно-Казахстанской области Казахстана. Административный центр Жамбылского сельского округа. Код КАТО — 635435100.

## Географическое положение
Расположено на правом берегу реки Бухтармы в её верхнем течении. На противоположном берегу реки — село Урыль.

## Население
В 1999 году население села составляло 847 человек (402 мужчины и 445 женщин). По данным переписи 2009 года, в селе проживали 534 человека (268 мужчин и 266 женщин).